# François Tuefferd
François Tuefferd (Montbéliard, 30 maggio 1912 – Fontenay-lès-Briis, 17 dicembre 1996) è stato un fotografo e gallerista francese, figura singolare che ha mostrato il circo parigino in ogni sua condizione dagli anni Trenta agli anni Cinquanta ed ha realizzato stampe fotografiche nella sua camera oscura, ben nota ai molti fotografi della sua epoca, prima della seconda guerra mondiale.

## Biografia
Nato in una famiglia benestante, fu incoraggiato dal padre, medico, verso la fotografia di cui anch'egli era appassionato. Il fratello, Jean-Pierre, è stato sindaco di Montbéliard tra il 1959 e il 1965. Fece i suoi studi al Lycée Louis-le-Grand di Parigi nel 1920. Nel 1929 lo troviamo in Tunisia nel suo primo viaggio in visita al fratello Jean-Pierre nei pressi di Hammamet, dove incontrò George Hoyningen-Huene. Due anni dopo, con la sua Leica, irreggimentato con gli Zuavi realizzò foto di soldati, ritraendo anche soggetti facenti parte della popolazione tunisina, fino ad allora, del tutto ignota dal punto di vista delle immagini.
Nel corso di una licenza, Hoyningen-Huene, che aveva visto a Berlino Georg Wilhelm Pabst girare il film L'Atlantide, decise di girarne uno di sua mano. Così prestò la propria Rolleiflex al giovane Tuefferd perché facesse alcune fotografie nel corso delle riprese, di cui apprezzò il risultato, che pubblicò in seguito nell'album "Ci-devant l'Atlantide". In autunno, invitò Tuefferd ad un stage presso la rivista Vogue a Parigi, dove egli approfondì le tecniche di camera oscura, di ritocco e lavorazione dei prodotti pubblicitari. Vogue e la rivista Vu pubblicarono molte sue immagini principalmente di moda e di accessori in cui compariva anche Josephine Baker, ma al tempo stesso si convinse che il suo destino non era in quel settore. Con l'aiuto di Hoyningen-Huene nel 1932 entrò nel negozio laboratorio di Gustave Grenier e, dopo poco tempo, ebbe come clienti Rogi André, Ilse Bing, Robert Capa, Ergy Landau, Man Ray. Proseguì anche il suo lavoro come fotografo poiché espose nel 1935 alla Grenier cinquanta foto del transatlantico Normandie e qualche anno dopo France Soir ospitò le sue foto sulla visita in Francia della moglie del Presidente degli Stati Uniti, Eleanor Roosevelt. Molte le riviste francesi nelle cui pagine furono pubblicate foto di Tuefferd sui più svariati argomenti.
Grazie all'eredità della nonna Tuefferd poté aprire, nel giugno del 1937, la galleria "Le Chasseur d'Images" in Rue du Bac al civico 46. Fu la prima galleria interamente dedicata alla fotografia a Parigi in cui egli fece esporre sia fotografi noti ma anche debuttanti e sconosciuti. Il primo ad esporre proprio nel mese di giugno 1927 fu Emmanuel Sougez. Com'era uso all'epoca, le foto venivano appese direttamente al muro, senza cornici, così fece il tedesco Herbert List. Anche Bill Brandt e Ilse Bing tennero mostre personali in quella galleria. Con lo scoppio della guerra mondiale anche la sua attività fu dapprima ridotta e nel 1943 fu chiusa del tutto. In questo periodo, Tuefferd accolse Henri Cartier-Bresson, fuggito dalla Germania nazista, che lavorò per qualche tempo nella sua camera oscura. Dopo il 1943, con l'aggravarsi dell'occupazione di Parigi, Tuefferd fu costretto a nascondersi in una fattoria nei dintorni di Parigi, ma portava quasi regolarmente da mangiare agli amici in bicicletta. Ritornò a vivere a Parigi alla fine del 1944.
Al termine del conflitto mondiale, dopo aver affidato la galleria alla direzione di Geneviève Degomme, come reporter viene inviato dapprima in Alsazia e poco dopo in Tunisia dove rimase fino al 1949. Girò documentari sul Ramadam e sull'isola di Gerba. Dopo alcuni viaggi negli Stati Uniti per scopi pubblicitari dove aveva scattato foto per case automobilistiche, nel 1952 sposò una donna americana e nell'anno successivo si stabilì a New York ma contemporaneamente insorsero problemi di salute che lo costrinsero a rinunciare alla fotografia. Mentre iniziò a disegnare storie per bambini con disegni tratti dal vero e dalle sue foto, Edward Steichen scelse una sua foto del circo per la grande mostra che verrà inaugurata al Museum of Modern Art di New York nel 1955, intitolata The Family of Man.
Nel 1968 incontrò la sua seconda moglie, Helen McDougall (1932-2016), di origini inglesi, nel corso di una tempesta di neve sul Mount Cardigan nel New Hampshire, stato in cui  stabilirono la loro residenza e dalla quale ebbe due figli, Max e Nanook.. Negli ultimi anni, come egli stesso ha affermato, ha aperto i propri archivi fotografici per "scavare in un passato in cui le immagini raccolte nel corso degli anni giacevano dormienti".
Gran parte delle fotografie di Tuefferd sono conservate presso la Biblioteca nazionale di Francia.

## Tuefferd e il circo
L'interesse principale cui ha dedicato migliata di scatti fotografici è senz'altro quello del circo. Iniziato verso la metà degli anni Trenta e proseguito nel corso dei primi anni della guerra, prima che Parigi cadesse in mano tedesca, e poi di nuovo al ritorno dall'Africa in Francia, seguendo con una piccola roulotte il "Cirque National" di tappa in tappa del suo tour attraverso il paese. Infine oltreoceano negli Stati Uniti con i circhi americani, passione che non si interruppe fino alla metà degli anni Cinquanta, quando la sua salute gli impedì di continuare a fotografare. La lettura dei suoi soggetti circensi è di tipo umanista dove i trapezisti sono ripresi dal basso su fondo scuro, gli spettatori col collo allungato e apparentemente sorpresi dallo spettacolo, così come i dietro le quinte dei pagliacci, degli scorci di animali, ombre fuggenti, tende che paiono avvolgere ballerine e clown.